# Polo aquático nos Jogos Pan-Americanos de 1967
As competições de polo aquático nos Jogos Pan-Americanos de 1967 foram realizadas em Winnipeg, Canadá. O torneio foi disputado apenas entre homens. Esta foi a quinta edição do esporte nos Jogos Pan-Americanos.
| Evento                  | Ouro               | Prata | Bronze     |
| ----------------------- | ------------------ | --- | ---------- |
| Polo aquático masculino | USA Estados Unidos | BRA Brasil Ivo Carotin João Gonçalves Filho Henrique Fillelini Luiz Eduardo Lima Cláudio Lima Pedro Pinciroli Júnior Arnaldo Marsili Marcos Vargas da Costa Rodney Bell Paulo Carotini | MEX México |

1. ↑  «Brazilian medalists at 1967 Pan». Folha de S.Paulo. 2007. Consultado em 5 de julho de 2013

- Pan American Games water polo medalists on HickokSports